# هلن شیور
هلن شیور (انگلیسی: Helen Shaver؛ زادهٔ ۲۴ فوریهٔ ۱۹۵۱) هنرپیشه، تهیه‌کننده و کارگردان اهل کانادا است.
وی از سال ۱۹۷۲ میلادی تاکنون مشغول فعالیت بوده‌است.
از فیلم‌هایی که وی در آن نقش داشته‌است می‌توان به رنگ پول، همه ما سقوط می‌کنیم، پارک مال من است، شکوه صبح و آن شب اشاره کرد.